# 6. südgrönländischer Landesratswahlkreis
Der 6. südgrönländische Landesratswahlkreis war von 1911 bis 1951 ein Landesratswahlkreis in Südgrönland. Der Wahlkreis umfasste die Gemeinden Paamiut, Narsalik und Arsuk im Kolonialdistrikt Frederikshaab.

## Vertreter
Folgende Personen vertraten den Wahlkreis:
| Wahlperiode | Landesrat                              | Stellvertreter                         | Anmerkung                                                      |
| ----------- | -------------------------------------- | -------------------------------------- | -------------------------------------------------------------- |
| 1911–1916   | Jakob Hegelund                         | Pavia Petersen                         |                                                                |
| 1917–1922   | Pavia Petersen                         | —                                      | Stellvertreterwahl 1917 ungültig; keine Nachwahl stattgefunden |
| 1923–1926   | Peter Albrechtsen                      | Kristian Petersen                      |                                                                |
| 1927–1932   | Elias Lauf (nicht 1932)                | Sofus Nyekjær (1932)                   |                                                                |
| 1933–1938   | Gerhard Egede (nicht 1933)             | Sem Petersen (1933)                    |                                                                |
| 1939–1944   | Gerhard Egede                          | Pavia Jakobsen (zeitweise 1943)        |                                                                |
| 1945–1950   | Gerhard Egede (nicht 1946, 1949, 1950) | Kristian Berthelsen (1946, 1949, 1950) |                                                                |